# أندرو سمارت
أندرو سمارت (بالإنجليزية: Andrew Smart)‏ (17 مارس 1986 في المملكة المتحدة - ) هو لاعب كرة قدم بريطاني في مركز الدفاع. لعب مع ماكليسفيلد تاون ونادي هايد إف سي وRamsbottom United F.C. ‏ وسالفورد سيتي وTrafford F.C. ‏ ونورثويتش فيكتوريا ونادي ستاليبريدج سيلتيك ونادي ألترينتشام وGlossop North End A.F.C. ‏.

## وصلات خارجية
- أندرو سمارت على موقع قاعدة بيانات كرة القدم.إي يو (الإنجليزية)
- أندرو سمارت على موقع Soccerbase.com (لاعب) (الإنجليزية)